# Cadre Noir

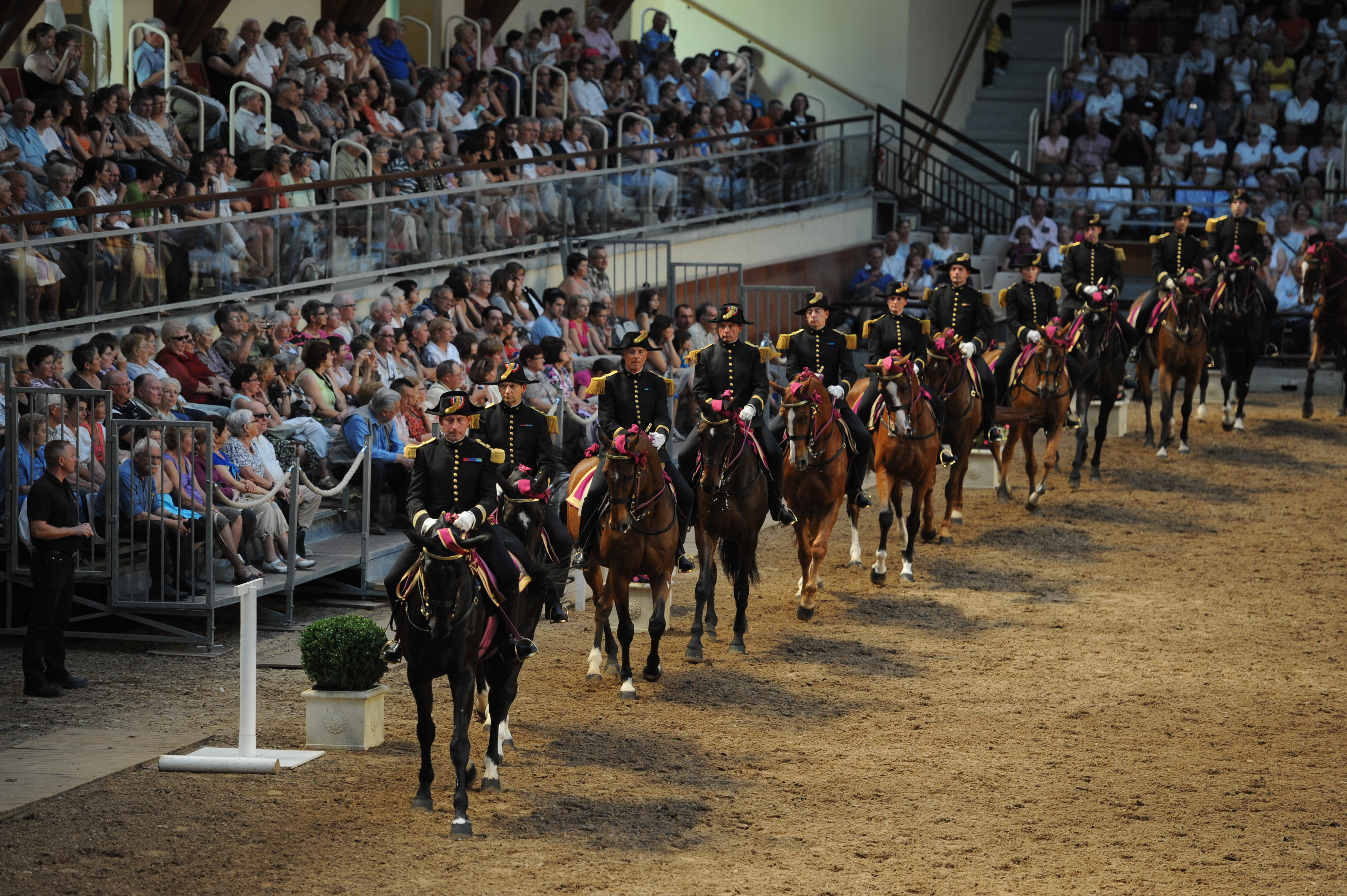
Vorführung der Cadre Noir: Reprise de manege

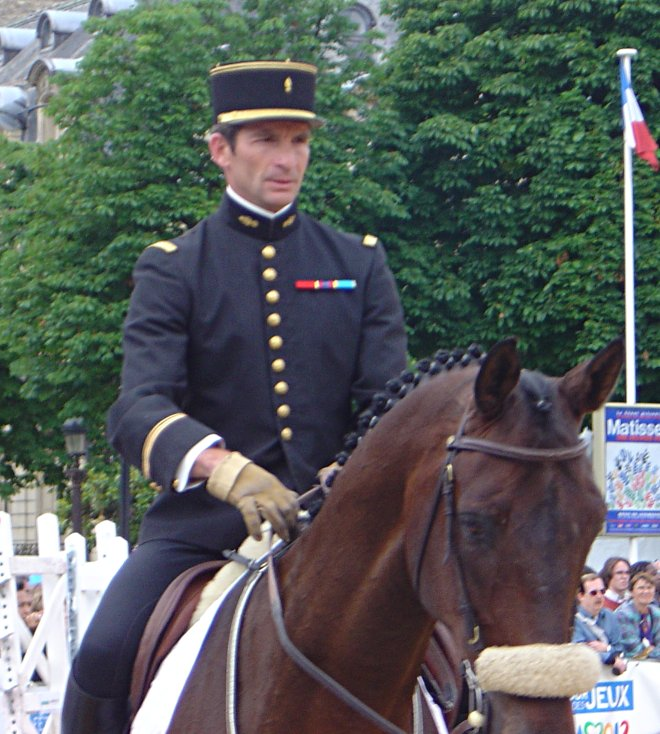
Didier Courrèges, Olympiateilnehmer und Reitlehrer des Cadre Noir

Der Cadre Noir in Saumur ist die berühmteste französische Reitschule.

## Allgemeines
Gegründet wurde der Cadre Noir 1814 als reiterliches Ausbildungs- und Elitekorps des französischen Militärs. Hierher rührt auch der Name, da die Rittmeister zur Unterscheidung von anderen Ausbildern eine schwarze Uniform trugen. Heute ist der Cadre Noir ein  Reiter- und Ausbildungskorps, dessen Aufgabe die Pflege und der Erhalt der französischen Reitkunst ist. Im Rahmen dieser Aufgabe bildet das Corps sowohl Reitlehrer als auch hervorragende Reiter aus.
Entsprechend den militärischen Vorgaben der Zeit bilden die Möglichkeiten von Voll- und Warmblütern die Grundlage für die reiterliche Ausbildung des Cadre Noir, daher verläuft die Ausbildung auch nicht nach den Methoden von Guérinière, sondern orientiert sich an denen von Baucher. Die vom Cadre Noir gezeigten Schulen über der Erde haben deshalb zwar oft gleiche Namen, wie die der spanischen Hofreitschule, die sich an Guérinière orientiert, aber sie unterscheiden sich meist grundlegend von ihnen. Im Gegensatz zur spanischen Hofreitschule ist zudem nicht nur die Dressur, sondern auch Spring- und Geländereiten Gegenstand der Ausbildung.
Vorführungen des Cadre Noir bestehen immer aus zwei Teilen:
1. der Reprise de manege einer Dressurquadrille
2. der Reprise de sauters mit den Schulen über der Erde

Der Pont du Cadre Noir in Saumur ist nach ihr benannt.
Seit 2011 ist die französische Reitkunst und damit auch insbesondere die Tradition der Cadre Noir Teil des Immateriellen Weltkulturerbes.

## École nationale d'équitation
Der Cadre Noir bildet Reitlehrer für die 1972 gegründete École nationale d'équitation (ENE) in Saumur aus.

## Veranstaltungen
Das CVI Saumur wird seit 2006 jährlich im März / April mit einem CVI*** veranstaltet und dauert 3 Tage. Außerdem finden in Saumur Anfang Mai und im September Turniere mit einem CDI***, Ende Mai ein CCI*** und im Juni ein CAI*** statt.